# سیارک ۲۰۲۴۶
سیارک ۲۰۲۴۶ (به انگلیسی: 20246 Frappa، نامگذاری:1998ER6) بیست هزار و دویست و چهل و ششمین سیارک کشف شده‌است که در ۱ مارس ۱۹۹۸ کشف شد.
قدر مطلق سیارک برابر ۱۱٫۷ است.